# Montségur (Ariège)
Montségur is een gemeente in het Franse departement Ariège (regio Occitanie) en telt 109 inwoners (2009). De plaats maakt deel uit van het arrondissement Foix en ligt in de streek Pays d'Olmes.

## Geografie
De oppervlakte van Montségur bedraagt 41,3 km², de bevolkingsdichtheid is dus 2,6 inwoners per km².

## Bezienswaardigheden
- Château de Montségur

De onderstaande kaart toont de ligging van Montségur (Ariège) met de belangrijkste infrastructuur en aangrenzende gemeenten.

## Demografie
Onderstaande figuur toont het verloop van het inwonertal (bron: INSEE-tellingen).

Vanwege een beveiligingsprobleem met de MediaWiki Graph-software is het momenteel niet mogelijk deze grafiek weer te geven. Zodra de software is bijgewerkt zal de grafiek vanzelf weer zichtbaar worden.